# حوزه علمیه اصفهان
حوزه علمیه اصفهان یکی از قدیمی‌ترین و بزرگ‌ترین حوزه‌های علمیه در ایران است.
هم‌اکنون بیش از ۴۰ مدرسه در استان اصفهان تحت نظارت مرکز مدیریت حوزه‌های علمیه استان اصفهان و زعامت حسین مظاهری از مراجع تقلید شیعه است.

## تاریخچه
حوزه علمیه اصفهان از ابتدا تا کنون چهار دوره را پشت سر گذاشته است. دوره اول در زمان آل بویه است که بزرگانی چون ابن‌سینا و ابوریحان بیرونی در این حوزه به تدریس می‌پرداخته‌اند. دوره دوم در عصر سلجوقیان است که در آن مدارس این حوزه علمیه گسترش فراوانی یافت. دوره سوم در عصر صفویان است که با توجه به انتقال پایتخت سلطنت به اصفهان و نیز توجه خاص شاهان صفوی، این حوزه علمیه به اوج رونق خود رسید. دوره چهارم نیز از پایان عصر صفوی تا عصر حاضر است.

### مروری بر تاریخ اصفهان
فتح اصفهان در سال ۲۳ هجری قمری (۶۴۳ میلادی) در زمان خلافت عمر بن خطاب صورت گرفت و حاکمان آن توسط خلفا تا بیش از سیصد سال بعد تعیین می‌شدند؛ بنابراین، این شهر در زمان سلسله آل بویه و امپراتوری سلجوقی پایتخت بوده است. اصفهان در دوران سلجوقیان به سرعت توسعه یافت و به یکی از مهم‌ترین شهرهای ایران تبدیل شد. ابن حوقل در توصیف اصفهان در نیمه دوم قرن چهارم قمری و اشاره به منسوجات ابریشم و پنبه، زعفران و میوه‌های مختلف آن که به نقاط دیگر صادر می‌شد، می‌گوید: از عراق تا خراسان، هیچ شهر تجاری بزرگتری از اصفهان وجود نداشت، مگر ری. این وضعیت رو به رشد اصفهان کماکان ادامه داشت تا اینکه حمله تیمور باعث ویرانی و فروپاشی تعدادی از شهرها و روستاهای ایران شد. تیمور در اصفهان دستور چیدن یک مناره را با سر ۷۰۰۰۰ قربانی داد. در سال ۱۰۰۰ هجری (۱۵۹۱ میلادی)، پایتخت صفوی از قزوین به اصفهان منتقل شد و اصفهان بار دیگر به یکی از مرفه‌ترین شهرهای ایران تبدیل شد. در این دوره اصفهان علاوه بر اینکه به یک مرکز سیاسی-اجتماعی تبدیل شده بود، یک مرکز فرهنگی-علمی نیز به حساب می‌آمد و یک حوزه علمیه بزرگ با علمای عالی‌رتبه در جهان شیعه را در خود جای داده بود.

### دوره تأسیس
با توجه به آنچه در تاریخ نقل شده است، اولین فعالیتهای حوزه علمیه اصفهان به دوران سلطنت آل بویه برمی‌گردد. هنگامی که ابوجعفر دشمنزیار حاکم اصفهان بود، ابن سینا برای خدمت نزد او رفت. ابن سینا علاوه بر خدمت در دربار ابوجعفر دشمنزیار در اصفهان، تدریس نیز می‌کرد. مدرسه اصفهان یادگار آن دوران است.

### دوره آشفتگی
این دوره همزمان با دوران حکومت امپراتوری سلجوقی بود. در این دوران، نظام‌الملک جنبش‌های مدرسه‌سازی و رقابتهای مذهبی-سیاسی را رواج داد، بنابراین تاریخ حوزه علمیه شیعه در این دوران چندان روشن نیست. اگرچه حسین سلطان‌زاده نویسنده کتاب تاریخ مدارس ایران از شش مدرسه در این عصر نام برده است، اما شیعه بودن آنها مورد شک است. می‌توان گفت که ایران از نیمه دوم قرن پنجم قمری، از حمله مغول (۱۲۱۹ تا ۱۲۵۶ میلادی، از ۶۱۶ تا ۶۵۴ هجری قمری) تا زمان غازان خان (۱۲۹۵ تا ۱۳۰۴ میلادی، ۶۹۴ تا ۷۰۳ هجری قمری)، یکی از پادشاهان ایلخانی، در آشفتگی سیاسی و فرهنگی بوده است. تا اینکه غازان خان به قدرت رسید و از آیین بودایی به اسلام گروید و نام خود را به محمود تغییر داد و از امپراتوری بزرگ مغول مستقر در چین سرپیچی کرد. غازان خان برای بهبود وضعیت کشور، مجموعه‌ای از اصلاحات وسیع و قوانین و مقررات را وضع کرد که نتایج درخشانی به بار آورد. به پیروی از غازان خان، نزدیک به ۱۰۰۰۰۰ مغول مسلمان شدند، و جانشین وی نیز، اولجایتو (۷۰۳–۷۱۶ قمری، ۱۳۰۴–۱۳۱۶ میلادی)، توسط شیعیان به مناسبت گرویدن او به مذهب شیعه به محمد خدابنده معروف شد. بنابراین، تا زمان انقراض سلسله ایلخانی ایران، اسلام دین رسمی دولت ایلخانان بود و سلطنت آنان بر اساس قوانین و آداب اسلامی بود.

### دوره رونق
این دوره یکی از پررونق‌ترین دوره‌های حوزه علمیه اصفهان است. با دعوت علما و دانشمندان جبل عامل به ایران و تمرکز بر اصفهان در عصر صفویه، حوزه علمیه اصفهان به اوج شکوفایی خود رسید. برخلاف دوران آشفتگی -هنگامی که جنبش‌های مدرسه‌سازی توسط نظام‌الملک برای ترویج مکتب شافعی آغاز شد- در این دوره حوزه علمیه اصفهان، با ساخت مدارس دینی شیعه رواج گرفت و ده‌ها مدرسه در دورترین نقاط ایران تأسیس شد. اما گسترش خرافات و فساد اخلاقی و روی آوردن به جهان و مظاهر مادی، بی‌اعتنایی به دانش و ادب عوامل انحطاط صفوی را فراهم کرد. جبل عامل، که از دیرباز یک دانشگاه برای شیعه امامیه و مرکز آموزش دانشمندان در علوم مختلف اسلامی مانند حدیث و فقه، تفسیر، کلام و اخلاق بود، با گرایش شاه اسماعیل یکم به تشیع و دعوت فقهای شیعه راه را برای ترویج تفکرات شیعی هموار ساخت. البته تاریخ تشیع در ایران به قرون اول و دوم قمری (۶۲۲ تا ۸۱۶ میلادی) برمی‌گردد.

### دوره رویارویی با دولتها
برهه تاریخی چهارم حوزه علمیه اصفهان در مورد رویارویی آن با حکومت‌های افشاریان، زندیان، قاجاریان و دودمان پهلوی است. حاکمان این رژیمها عمدتاً افرادی نالایق بودند و به فرهنگ و علم توجهی نداشتند و تنها عملکرد آنها «انباشت ثروت» و «دادن امتیاز» به کشورهای خارجی بود. فقر اقتصادی منجر به پذیرش هر نوع قراردادی با دولتهای خارجی و تهاجم فرهنگی شد. از جمله این توافقات، پذیرش افتتاح مدارس خارجی در ایران بود که برخی از کشورها مانند انگلیس، آلمان، فرانسه و روسیه در ایران تأسیس کردند. مدرسه ستاره صبح یکی از مدارسی بود که در سپتامبر ۱۹۱۰ در اصفهان افتتاح شد، در حالی که مدرسه جلفا قبلاً در این شهر به تربیت دانش آموزان مبادرت داشت.

### دوره صفویه

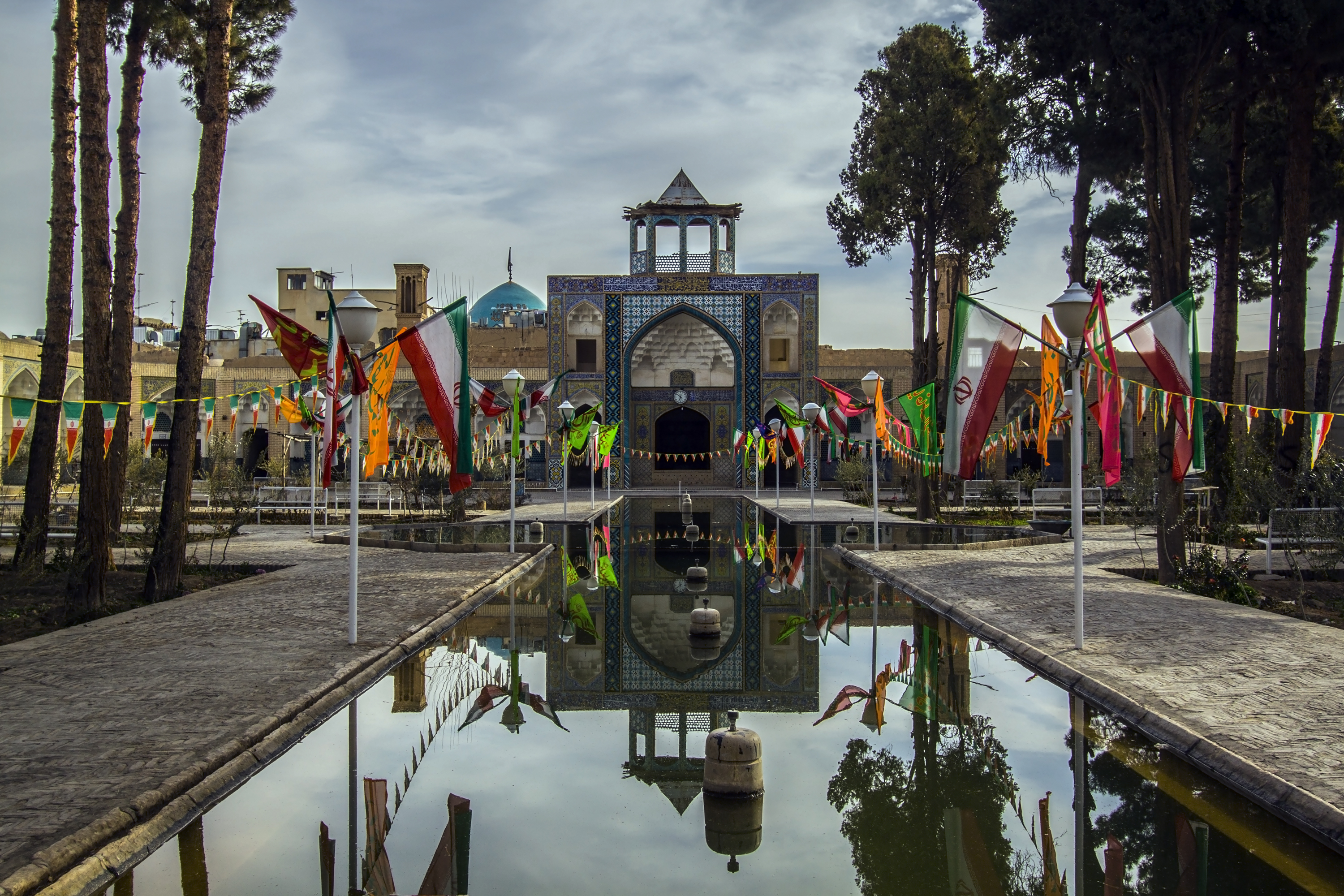
مدرسه سلطانی کاشان که معماری صفوی آن شباهت بسیاری به مدرسه چهار باغ اصفهان دارد

در دوران صفویه، به دلیل فشارهای شدید بر شیعیان توسط امپراتوری عثمانی، برخی از علمای شیعه جبل عامل به ایران مهاجرت کردند تا از این فرصت گشایش سیاسی موجود در ایران استفاده کنند و مذهب تشیع را ترویج کنند. شاه تهماسب صفوی (سلطنت ۹۳۰–۹۸۴ قمری) مهم‌ترین نقش را در استقبال از این علمای مهاجر ایفا کرد. برخی از این علما در شکل‌گیری حوزه علمیه اصفهان نقش مهمی داشتند. در زمان شاه تهماسب، به دلیل مراقبت ویژه شاه از علما و همچنین اعتقاد و تعهد شخصی وی به احکام شرع اسلام، زمینه‌های علمی شیعه رونق گرفت و قدرت ویژه‌ای به دست آورد. پس از شاه تهماسب، در زمان شاه اسماعیل دوم (سلطنت ۹۸۴–۹۸۵ قمری) به دلیل گرایش شاه به اهل سنت، علمای شیعه منزوی شدند و حتی شاه سعی کرد آنها را بکشد. پس از شاه اسماعیل دوم در زمان سلطنت شاه محمد خدابنده (سلطنت ۹۸۵–۹۹۶ قمری) نیز هیچ توجهی به حوزه علمیه نشد. با برپایی سلطنت شاه عباس اول صفوی (سلطنت ۹۹۶–۱۰۳۸ قمری) و اقدامات وی، علمای شیعه نفوذ بیشتری پیدا کردند، تا جایی که می‌توان گفت که حوزه علمیه اصفهان در عمل در زمان وی تأسیس شده است.

### دوره افشاریان
در پی تصرف اصفهان توسط محمود افغان و متعاقب آن به قدرت رسیدن نادرشاه افشار (سلطنت ۱۱۴۸ تا ۱۱۶۰ قمری) و ناامنی شهر، حوزه علمیه اصفهان رونق سابق خود را از دست داد و این اتفاق تعدادی از علما را مجبور به مهاجرت به شهرهای دیگر کرد.

### دوره قاجار
در دوره قاجار (۱۱۷۵ تا ۱۳۰۴)، کرسی تدریس فقه و اصول در حوزه علمیه اصفهان رونق داشت. در این دوره، بیشتر علما تحصیلات و مقاطع حوزوی خود را در این شهر می‌آموختند و برای تکمیل تحصیلات خود به حوزه تازه تأسیس نجف مهاجرت می‌کردند. البته برخی از آنها پس از اخذ درجه اجتهاد و دستیابی به سطوح بالای تحصیلات حوزوی به اصفهان بازمی‌گشتند و تدریس و انجام سایر امور دینی را آغاز می‌کردند. این رفت و آمد باعث شد اصفهان همچنان در آموزش مجتهدین برجسته پیشگام باشد.

### دوره پهلوی
در واقع از این زمان به بعد حوزه علمیه اصفهان رسماً به یکی از حوزه‌های تابعه حوزه علمیه نجف تبدیل شد و اساتید فرهیخته نجف در این شهر مستقر شدند و دستاوردهای علمی آن را در اختیار طلاب قرار دادند. حوزه علمیه اصفهان رونق خود را در دهه‌های اول سلسله پهلوی به ویژه در پی سیاستهای پهلوی اول از دست داد.

### وضعیت فعلی

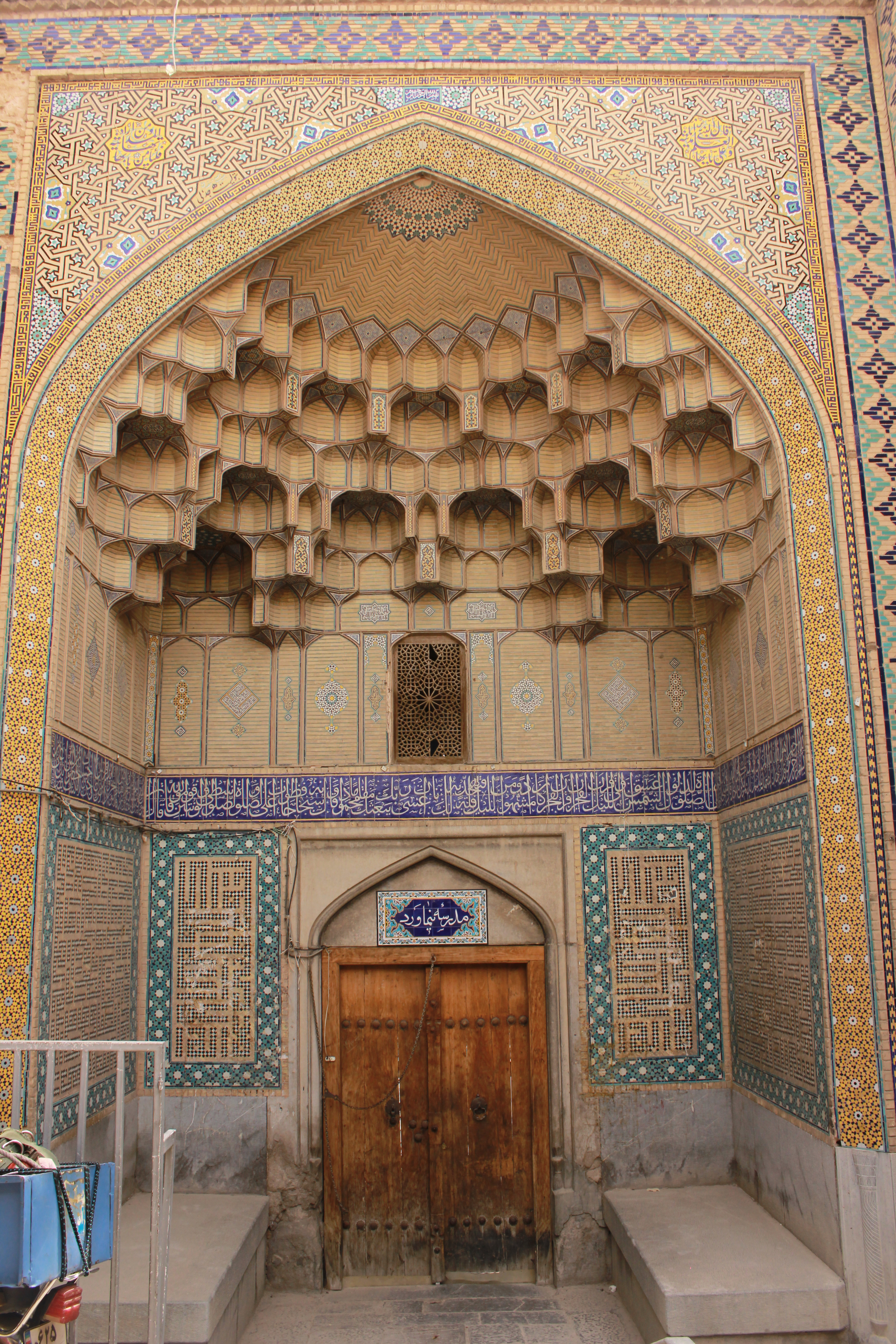
مدرسه نیماورد، یکی از مدارس زیر نظر حوزه علمیه اصفهان

در یکی دو دهه اخیر، حوزه علمیه اصفهان از دستاوردهای علمی حوزه علمیه قم بسیار بهره برده و اساتید برجسته آن، از فارغ التحصیلان حوزه علمیه قم و همچنین حوزه علمیه نجف هستند.

## دانش‌آموختگان معروف
حوزه علمیه اصفهان یکی از حوزه‌های نادری است که بیشترین مهاجرت علمی دانشمندان و علمای اسلامی را پذیرفته است. در اینجا برخی از دانش‌آموختگان و فارغ‌التحصیلان این حوزه علمیه نام برده می‌شوند:
- میرداماد
- شیخ بهایی
- میرفندرسکی
- محمدتقی مجلسی[۳۰]
- محمدباقر مجلسی
- سید نعمت‌الله جزایری
- سید ابوالقاسم دهکردی
- محمد جواد اصفهانی
- شیخ احمد مجتهد بیدآبادی[۳۱]
- میرزا محمد جواد حسین‌آبادی اصفهانی
- محمدعلی شاه‌آبادی[۳۲]
- سید حسین خادمی[۳۳]
- ●شیخ عباسعلی ادیب معروف به شیخ بهایی زمان

### بانوان تحصیل کرده
- بانو امین

### مراجع برجسته شیعه
برخی از برجسته‌ترین مراجع و فقهای شیعه به مدارج عالی در حوزه علمیه اصفهان رسیدند و سپس برای تکمیل تحصیلات خود به نجف رفتند. اینان شامل:
- سید حسن مدرس
- محمدحسین نائینی[۳۴]
- سید ابوالحسن اصفهانی[۳۵]
- محمدرضا مسجدشاهی[۳۶][۳۷][۳۸][۳۹]
- سید جمال‌الدین گلپایگانی[۴۰][۴۱][۴۲]
- سید حسین طباطبایی بروجردی
- سید محمدباقر درچه‌ای

### شخصیت‌های علمی و فقهی
- عبدالله بن محسن اعرجی[۴۳][۴۴]
- رحیم ارباب[۴۵]

## اساتید برجسته حوزه علمیه اصفهان
- علی منشار عاملی، دوره صفوی[۴۶]
- حسین بن عبدالصمد حارثی، دوره صفوی[۴۷]
- ملا عبدالله تستری، دوره صفوی[۴۸]
- شیخ بهایی، دوره صفوی[۴۹][۵۰]

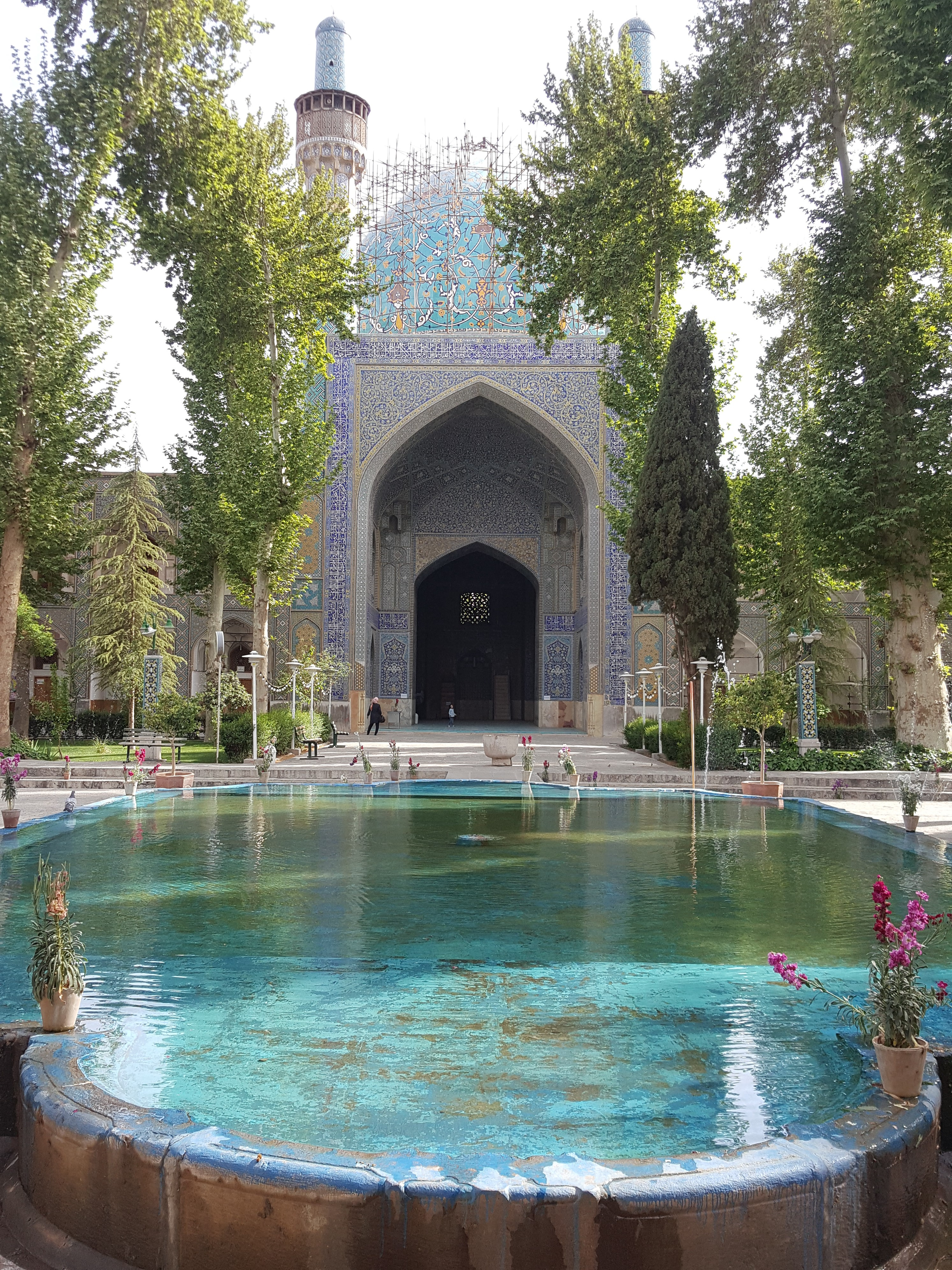
مدرسه چهارباغ، یکی از مدارس زیر نظر حوزه علمیه اصفهان

- لطف‌الله بن عبدالکریم میسی، دوره صفوی[۵۱]
- مصطفی حسینی تفرشی، دوره صفوی[۵۲]
- میرداماد، دوره صفوی[۵۳]
- میرفندرسکی، دوره صفوی[۵۴]
- قاسم حسنی طباطبائی قهپایی، دوره صفوی[۵۵]
- محمدتقی مجلسی، دوره صفوی[۵۶]
- رجبعلی تبریزی، دوره صفوی[۵۷]
- رفیع الدین محمد بن حیدر حسنی طباطبائی، دوره صفوی[۵۸]
- آخوند ملا حسین بروجردی، دوره صفوی[۵۹]
- ملا محمدصالح مازندرانی، دوره صفوی[۶۰]
- رفیع الدین گیلانی، دوره صفوی[۶۱]
- محمدباقر محقق سبزواری، دوره صفوی[۶۲]
- آقا حسین خوانساری، دوره صفوی[۶۳]
- محمد بن حسن شروانی، دوره صفوی[۶۴]
- سلطان‌العلماء آملی، دوره صفوی[۶۵]
- خلیل بن غازی قزوینی، دوره صفوی[۶۶]
- جعفر بن عبدالله حویزی، قرن دوازده قمری[۶۷]
- سید نعمت‌الله جزایری، قرن دوازده قمری
- ملا محسن فیض کاشانی، قرن دوازده قمری[۶۸]
- آقا جمال خوانساری، قرن دوازده قمری[۶۹]
- محمد بن عبدالفتاح تنکابنی، قرن دوازده قمری[۷۰]
- محمد صالح خاتون آبادی، قرن دوازده قمری[۷۱]
- آقا حسین گیلانی، قرن دوازده قمری[۷۲]
- میرزا عبدالله اصفهانی افندی، قرن دوازده قمری[۷۳]
- ابوالفضل بهاءالدین محمد بن حسن اصفهانی، قرن دوازده قمری[۷۴]
- حزین لاهیجی، قرن دوازده قمری
- محمد اکمل اصفهانی، قرن دوازده قمری
- محمدصادق تنکابنی، قرن دوازده قمری[۷۵]
- عبدالله بن صالح بحرانی سماهیجی، قرن دوازده قمری[۷۶]
- محمدزمان بن کلبعلی اصفهانی تبریزی، قرن دوازده قمری
- محمد باقر بن حسن خلیفه سلطانی، دوره نادر شاه[۷۷]
- محمد تقی بن محمدکاظم الماسی شمس‌آبادی، دوره نادر شاه[۷۸]
- اسماعیل خواجویی، دوره نادر شاه[۷۹]
- ملا محراب گیلانی، دوره نادر شاه[۸۰]
- جعفر بن حسین خوانساری، دوره نادر شاه[۸۱]
- ملا علی نوری، دوره قاجار[۸۲]
- محمدتقی رازی، دوره قاجار[۸۳]
- سید ابوالقاسم دهکردی، دوره قاجار[۸۴]
- محمدحسین فشارکی، دوره پهلوی
- سید محمدباقر درچه‌ای، دوره قاجار
- عبدالحسین سیدالعراقین، دوره پهلوی
- سید محمد نجف آبادی، دوره پهلوی
- محمدرضا اصفهانی نجفی مسجدشاهی، دوره پهلوی
- میرزا عبدالحسین نجفی، دوره پهلوی
- سید مهدی درچه‌ای، دوره پهلوی
- محمدصادق خاتون‌آبادی، دوره پهلوی
- سید علی نجف آبادی، دوره پهلوی
- آقا نوراللّه اصفهانی، دوره پهلوی[۸۵]
- سید حسین خادمی، دوران اخیر
- سیّد عَبدُالْحسین طَیّب اصفهانی، دوران اخیر
- احمد فقیه امامی، دوران اخیر
- حسن فقیه امامی، دوران اخیر
- حسین مظاهری، دوران اخیر
- رسول ملکیان اصفهان دوران اخیر
- شیخ عباسعلی ادیب معروف به شیخ بهایی زمان، دوران اخیر

## موضوعات درسی
بیشتر موضوعات علوم اسلامی به صورت دوره‌ای و در سطوح بسیار بالا در مدارس حوزه علمیه اصفهان تدریس می‌شود که مهم‌ترین آنها به شرح زیر است:
- فقه و اصول فقه
- علم حدیث
- فلسفه و علوم عقلی[۸۶]
- طب و نجوم[۸۷][۸۸][۸۹][۹۰]
- ریاضیات[۹۱]

## مدرسه‌ها
یکی از ویژگی‌های حوزه علمیه اصفهان، به خصوص در دوره صفویه، رونق مدرسه‌سازی در اصفهان بود. اکثر این مدارس توسط حاکمان و متحدان آنها ساخته شده است. برخی از این مدارس هنوز موجود و فعال هستند و برخی دیگر نیز به تدریج ناپدید شده‌اند:
- مدرسه امامزاده اسماعیل، دوره صفوی[۹۲]

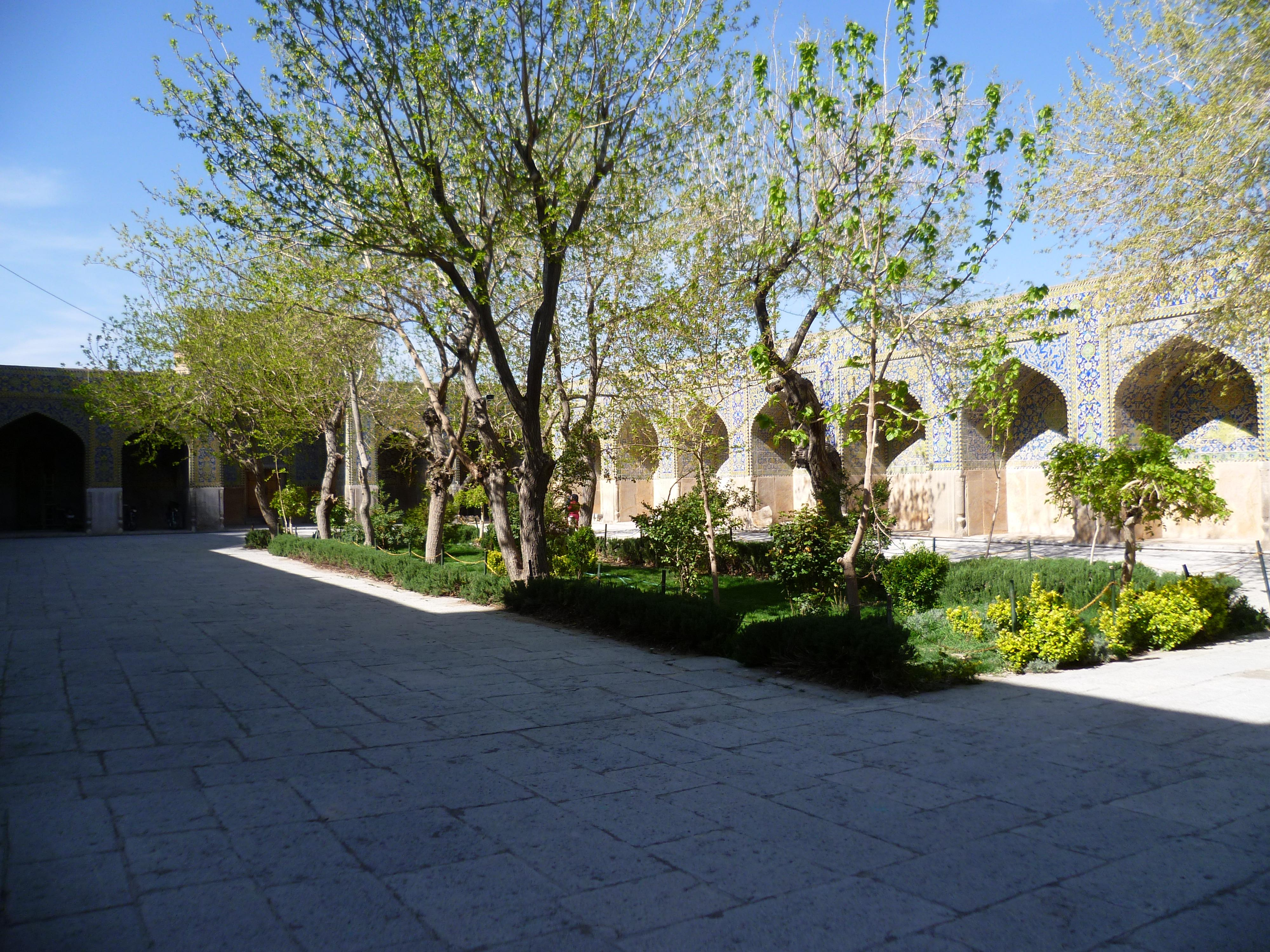
مدرسه مسجد شاه، یکی از مدارس حوزه علمیه اصفهان

- مدرسه جلالیه یا احمدآباد، دوره صفوی[۹۳]
- مدرسه الماسیه، دوره صفوی[۹۴]
- مدرسه ثقه الاسلام، دوره صفوی[۹۴]
- مدرسه شفیعیه، دوره صفوی[۹۵]
- مدرسه شیخ الاسلام، دوره صفوی[۹۶]
- مدرسه ملا عبدالله، دوره صفوی[۹۷]
- مدرسه نیماورد، دوره صفوی[۹۷]
- مدرسه مریم بیگم، دوره صفوی[۹۷]
- مدرسه شاهزاده‌ها، دوره صفوی[۹۸]
- مدرسه جده بزرگ و جده کوچک، دوره صفوی[۹۹]
- مدرسه فاطمیه، دوره صفوی[۱۰۰]
- مدرسه کلباسی یا قرقچای بیک، دوره صفوی[۱۰۱]
- مدرسه میرزا تقی، دوره صفوی[۱۰۲]
- مدرسه مبارکیه، دوره صفوی[۱۰۳]
- مدرسه خواجه مَلِک مستوفی، دوره صفوی[۱۰۴]
- مدرسه اسماعیلیه، دوره صفوی[۱۰۵]
- مدرسه دار العلم، دوره صفوی[۱۰۶]
- مدرسه شاه یا مدرسه مسجد جامع عباسی، دوره صفوی[۱۰۷]
- مدرسه شیخ بهائی، دوره صفوی[۱۰۸]
- مدرسه میرزا عبداللّه افندی، دوره صفوی[۱۰۹]

اگرچه با تأسیس حوزه علمیه قم از اهمیت حوزه علمیه اصفهان در قرن گذشته کاسته شده است، اما مدرسه‌های علمیه این شهر هنوز پابرجاست و طلاب در حال فراگیری علم هستند. برخی از مدارس دینی که در سالهای اخیر در اصفهان تأسیس شده یا از گذشته باقی مانده است و اکنون باز است، به قرار ذیل است:
- مدرسه چهارباغ، دوران اخیر[۱۱۰]
- مدرسه سید، دوران اخیر[۱۱۱]
- مدرسه صدر بازار، دوران اخیر[۱۱۲]
- مدرسه صدر خواجو، دوران اخیر[۱۱۳]
- مدرسه عربان، دوران اخیر[۱۱۴]
- مدرسه کاسه‌گران، دوران اخیر[۱۱۵]
- مدرسه ناصری، دوران اخیر[۱۱۶]
- مدرسه نوریه، دوران اخیر[۱۱۷]
- مدرسه مریم بیگم، دوران اخیر[۱۱۸]
- مدرسه الغدیر، دوران اخیر[۱۱۹]